# Campeonato Nacional de Rodeo de 1972
En 1972 se disputó la final del 24º Campeonato Nacional de Rodeo, cita máxima del deporte nacional de Chile, el rodeo chileno.
Este campeonato se disputó por quinta vez en la historia en la ciudad de Rancagua, en la medialuna que posteriormente sería llamada Medialuna Nacional. Este campeonato fue organizado, como todos los campeonatos nacionales, por la Federación del Rodeo Chileno, que su presidente en ese tiempo era Jorge Lasserre Lafontaine.
En esta oportunidad los campeones fueron los jinetes de la Asociación Osorno Ricardo de la Fuente y Ubaldo García, quienes montando a "Risueña" y "Borrachita" obtuvieron 17 puntos buenos. Fue el primer título de ambos jinetes, Ricardo de la Fuente en esos tiempos era joven y ganaría dos títulos posteriormente. En cambio fue el primer y último título del Guatón Ubalgo, quien tenía 38 años y fue protagonista de muchos campeonatos nacionales anteriores.
Los jinetes campeones habían ganado el derecho a correr la primera selección de campeones en Rancagua al acumular durante la temporada 26 puntos. Este fue el primer Campeonato Nacional que se transmitió por televisión en vivo para todo Chile, la estación encargada de aquella histórica transmisión fue Televisión Nacional de Chile. Por esta razón, los organizadores estaban muy contentos ya que el campeonato lo podría ver gente que vive en las grandes ciudades de Chile, como Santiago, y podrían conocer más de cerca este rural deporte.
Al cuarto animal de la serie de campeones llegan siete colleras entre 11 y 13 puntos buenos, la collera de trece puntos era la que se consagraría como collera campeona. Debido a la poca diferencia que había en los puntajes el resultado era muy incierto ya que cualquiera de las 7 colleras podría haber obtenido el Campeonato. La collera de Ramón Cardemil y Manuel Fuentes era la favorita del público, ya que Cardemil ya era el jinete que más campeonatos había ganado, sin embargo esta collera del Criadero Santa Elba fue la primera en disputar el cuarto animal y realizó cero puntos, quedándose solo con 11 puntos.
La collera campeona realizó cuatro puntos buenos, finalizando el Campeonato Nacional de Rodeo de 1972 con 17 puntos buenos.
En el movimiento de la rienda el campeón, por tercera vez consecutiva, fue Santiago Urrutia montando a "Cachupín". El "sello de raza" fue para "Discreta", de Rodolfo Bustos.

## Resultados

### Serie de campeones
| Cuarto Animal 1972 | Cuarto Animal 1972                   | Cuarto Animal 1972       | Cuarto Animal 1972 | Cuarto Animal 1972 |
| ------------------ | ------------------------------------ | ------------------------ | ------------------ | ------------------ |
| Lugar              | Jinetes                              | Caballos                 | Asociación         | Puntaje            |
| 1.º                | Ricardo de la Fuente y Ubaldo García | "Risueña" y "Borrachita" | Osorno             | 17                 |
| 2.º                | Hugo Cardemil y Hernán Cardemil      | "Jalisco" y "Lolo"       | Curicó             | 15                 |
| 3.º                | Omar Gay y Alfredo Gazaue            | "Vencedor" y "Pom-Pom"   | Curacautín         | 12                 |
| 4.º                | Ramón Cardemil y Manuel Fuentes      | "Tabacón" y "Trampero"   | Curicó             | 11                 |
| 5.º                | Ricardo Turner y Guillermo Mondaca   | "Antilla" y "Kureu"      | Valdivia           | 11                 |
| 6.º                | Juan Easton y Ruperto Valderrama     | "Totora" y "Chamaquita"  | San Fernando       | 10                 |
| 7.º                | Gastón Lacoste y Alberto Lacoste     | "Tropero" y "Relámpago"  | Valdivia           | 8                  |

## Reacciones
Los campeones estaban muy emocionados al finalizar el Champion y señalan lo siguiente:
- Ubaldo García Vásquez: "Yo sé que no soy un gran jinete pero sé que salgo a la medialuna a dar todo lo que soy capaz, porque corro por satisfacción personal, porque llevo el rodeo en la sangre".[7]
- Ricardo de la Fuente señaló, años más tarde, lo siguiente de su compañero: ¨Ubaldo gozaba una barbaridad el rodeo pero lo que más lo gratificaba era la convivencia, la amistad que se generaba en torno a las corridas¨.[7]

## Cuadro de honor temporada 1971-1972

### Jinetes
- 1.º Santiago Urrutia[8]
- 2.º Ruperto Valderrama
- 3.º Óscar Bustamante
- 4.º Ramón Cardemil
- 5.º Ricardo de la Fuente
- 6.º José Manuel Aguirre
- 7.º Sergio Bustamante
- 8.º Raúl Cáceres
- 9.º Abelino Mora
- 10.º Gustavo Rey

### Caballos
- 1.º Tabacón
- 2.º Campo Bueno
- 3.º Jalisco
- 4.º Angamos
- 5.º Lolo
- 6.º Changuero
- 7.º Trampero
- 8.º Vencedor
- 9.º Tango
- 10.º Picaflor

### Yeguas
- 1.º Longaviana
- 2.º Chamaquita
- 3.º Discreta
- 4.º Modista
- 5.º Huañaca
- 6.º Risueña
- 7.º Doña Clote
- 8.º Tula
- 9.º Pichicucha
- 10.º Nuvia y Arrepentida

### Potros
- 1.º Estribo
- 2.º Brujo
- 3.º Huila
- 4.º Cachupín (Lobos)
- 5.º Cachupín (Urrutia)
- 6.º Indio
- 7.º Capricho
- 8.º Tintero
- 9.º Guapito
- 10.º Cascajo